# وودافون غنا
وودافون غنا (انگلیسی: Vodafone Ghana) شرکت مخابرات غنایی است، که در زمینه ارائه خدمات تلفن همراه، خطوط تلفن ثابت و خدمات اینترنت فعالیت می‌نماید. 
شرکت وودافون غنا در سال ۱۹۷۴ راه‌اندازی شد و در سال ۲۰۰۹ اکثریت سهام آن توسط شرکت وودافون خریداری گردید. دفتر مرکزی این شرکت در شهر آکرا، غنا قرار دارد.